# Shirō Asano (réalisateur)
Pour les articles homonymes, voir Shirō Asano (homme politique) et Asano.
Shirō Asano (浅野四郎, Asano Shirō) (1877-1955) est un réalisateur et directeur de la photographie japonais, pionnier du cinéma japonais.

## Biographie
En juin 1897, le magasin d'appareils photographiques Konishi dans lequel est employé Shirō Asano comme vendeur importe les premières caméras de la société française Gaumont. Il s'initie à la technique et apprend à filmer et à développer.
En compagnie de Shibata Tsunekichi, il est le premier Japonais à avoir tourné des scènes de films en 1897 notamment des scènes du quartier Ginza de Tokyo et des vues de geishas. En 1899, il organise une grande projection à Tokyo qui est un grand succès et qui lance définitivement le cinéma au Japon.